# Comté de Palo Pinto
Pour le siège du comté, voir Palo Pinto.
Le comté de Palo Pinto, en anglais : Palo Pinto County, est un comté situé au nord de la partie centrale de l'État du Texas aux États-Unis. Fondé le 27 août 1856, son siège de comté est la ville de Palo Pinto. Selon le recensement des États-Unis de 2020, sa population est de 28 409 habitants. Le comté a une superficie de 2 552,4 km2, dont 2 465,1 km2 en surfaces terrestres. Il est baptisé en référence la rivière Palo Pinto, un affluent du fleuve Brazos.

## Organisation du comté
Le comté est fondé le 27 août 1856, à partir de terres rattachées aux comtés de Coryell, de Bosque et de Parker. Il est définitivement organisé et autonome, le 13 mai 1857.
Le comté est baptisé en référence à la rivière Palo Pinto (en), un affluent du fleuve Brazos qui draine le comté.

## Géographie

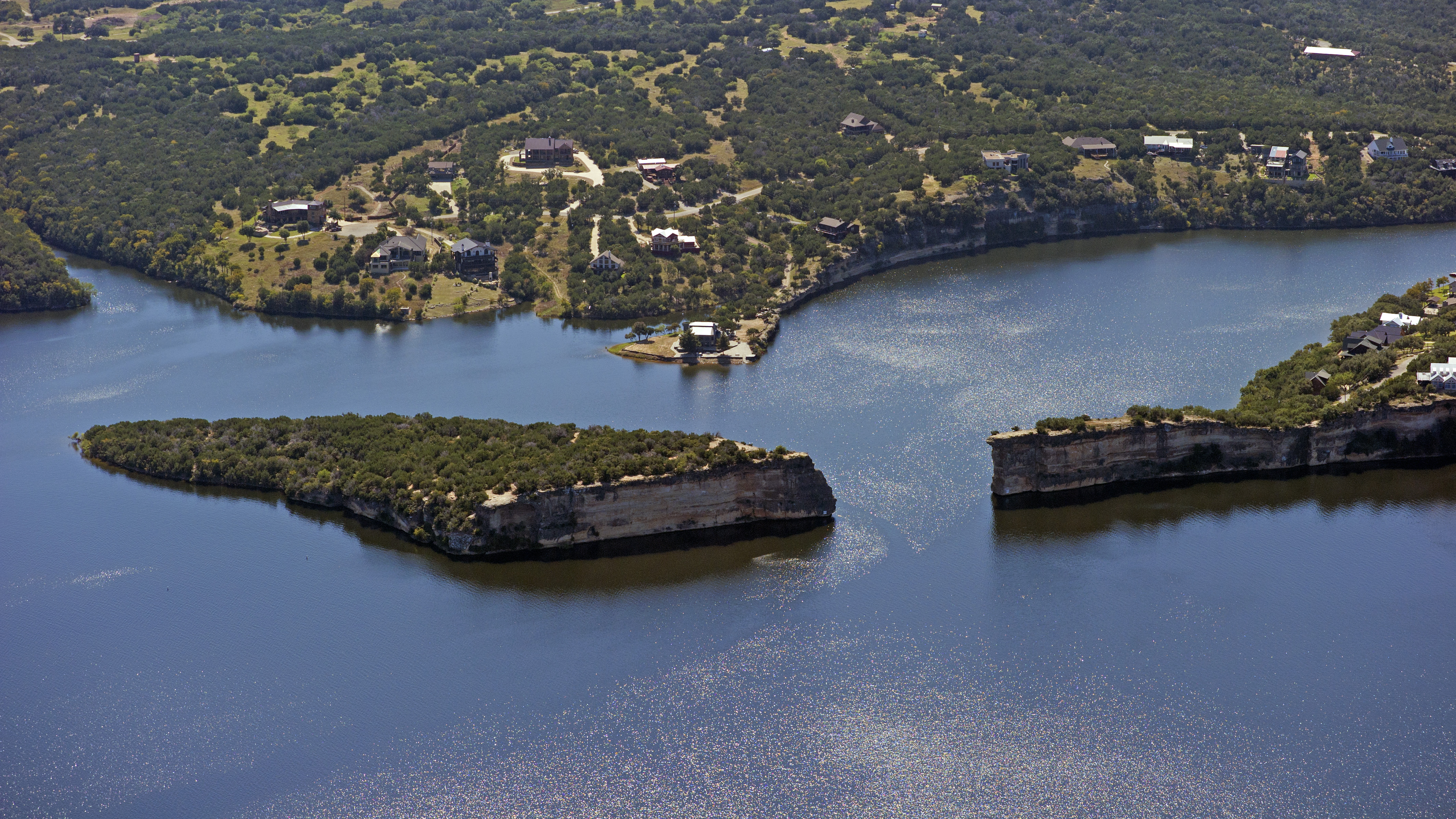
Le lac Possum Kingdom, en partie dans le comté.

Le comté de Palo Pinto se situe au nord de la partie centrale de l'État du Texas, aux États-Unis,.
Il a une superficie totale de 2 552,4 km2, composée de 2 465,1 km2 de terres et de 87,3 km2 de zones aquatiques.
L'altitude varie de 244 m à 442 m.

## Comtés adjacents
| Comté de Young    | Comté de Jack       |                 |
| Comté de Stephens | comté de Palo Pinto | Comté de Parker |
| Comté d'Eastland  | Comté d'Erath       | Comté de Hood   |

## Démographie

Pyramide des âges du comté de Palo Pinto (2000).

Lors du recensement de 2010, le comté comptait une population de 28 111 habitants. En 2017, la population est estimée à 28 570 habitants,.